# Roman Skurzyński
Roman Skurzyński (ur. 1938 w Zauchaniu/Ukraina, zm. 2006 w Sopocie)  – polski kontrabasista i basista jazzowy, następnie solista Opery Bałtyckiej, wykonujący muzykę klasyczną.

## Kariera muzyczna
Pierwsze lekcje gry na kontrabasie pobierał u koncertmistrza Opery Bałtyckiej, Edwarda Piotrowicza. Karierę muzyczną rozpoczynał grając w Kwartecie Jana Rejnowicza (1956), w zespole Murzynek (1957), a później w Kwintecie Andrzeja Mundkowskiego (1958) oraz w grupach Jerzego Sapiejewskiego i Benjamina Marhuli. Uczestnik pierwszych sopockich festiwali jazzowych w latach 1956-1957, a także festiwali Jazz nad Odrą i Jazz Jamboree. W 1966 roku razem z J. Rejnowiczem założył zespół Rama 111 z którym jednak musiał się rozstać z powodu choroby. W okresie rekonwalescencji ukończył studia w Państwowej Wyższej Szkole Muzycznej w Gdańsku i został solistą w Operze Bałtyckiej. 